# لیسیدن

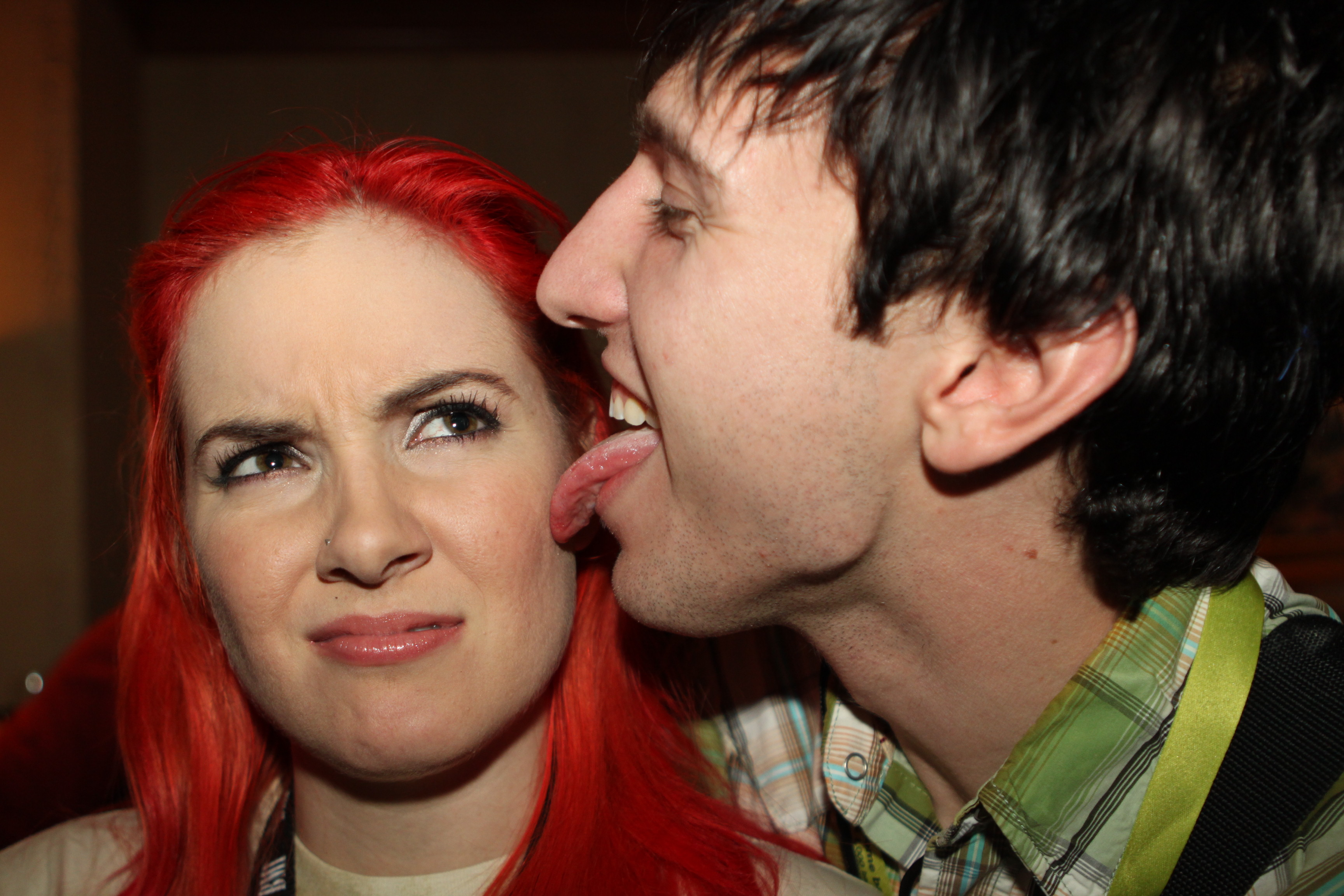

لیسیدن یا لیس زدن (به انگلیسی: Licking) عمل عبور زبان از روی یک سطح است، معمولاً یا برای رسوب بزاق روی سطح، یا برای برداشتن مایع، غذا یا مواد معدنی روی زبان برای خوردن، یا برای برقراری ارتباط با جانوران دیگر. بسیاری از جانوران هم خودپیرایی می‌کنند، هم با لیسیدن می‌خورند یا می‌نوشند.
جانوران در اسارت گاهی یک کلیشه لیسیدن ایجاد می‌کنند که در طی آن سطوح (دیوارها، میله‌ها، دروازه‌ها و غیره) به‌طور مکرر بدون هیچ دلیل مشخصی لیسیده می‌شوند. این امر در زرافه‌ها و شترهای اسیر دیده شده است.